# Abdelkader Belliraj
Abdelkader Belliraj, né en 1957 à Ihddaden, près de Nador, dans le Rif), binational maroco-belge, est désigné par les autorités judiciaires marocaines comme le cerveau d'un réseau islamiste chiite terroriste, il a été arrêté au Maroc dans ce cadre en février 2008 et condamné en 2010 à la prison à vie. Il serait également connu sous les pseudonymes « Ilyass » et « Abdelkrim ».

## Jeunesse
Dans les années 1970, il aurait eu des contacts avec l'organisation marxiste-léniniste clandestine Ila Al Amame, où il aurait notamment rencontré Mustapha Moatassim, à l'époque militant d'extrême gauche qui, dans les années 2000, deviendra porte-parole et secrétaire général du Parti de l'alternative civilisationnelle, un parti d'intellectuels islamistes entretenant des relations privilégiées avec des organisations d'extrême gauche (Parti socialiste unifié entre autres) et de défense des droits de l'homme. Mustapha Moatassim et d'autres militants de son parti ont été arrêtés en même temps qu'Abdelkader Belliraj, et le parti a été aussitôt dissous par décision du gouvernement marocain,.

## Militant, petit malfrat, assassin mercenaire, braqueur ou terroriste?

### Militant syndical et petit malfrat dans les années 1980
À partir des années 1980, il aurait pris la voie du banditisme, et aurait été impliqué dans le trafic d'armes et la falsification de documents avec des complicités au sein des consulats du Maroc. Il était connu du parquet bruxellois dès 1986 pour coups et blessures, auxquels s'ajoutèrent en 1987 le trafic d'armes, l'abus de confiance et la confection de faux passeports, et son nom aurait été cité en 1989 dans une affaire très médiatisée de détournement de subsides de l'Irak et de la Libye via le syndicat chrétien au profit de Lekbir Nouri, président de la section arabe de ce syndicat, au sein de laquelle militait Belliraj, qui aurait même donné des cours de langue et de culture arabes à la Maison arabe de culture ouvrière,. Les propos concernant son militantisme syndical viennent cependant unilatéralement de Belliraj même, le syndicat chrétien a déclaré qu'il n'a jamais été un membre de son personnel et n'a jamais été affilié à son organisation (condition essentielle pour être reconnu comme militant).

### Assassin mercenaire en 1986-1989?
Lors de son interrogatoire par les services marocains en février 2008, Belliraj aurait avoué être également impliqué dans plusieurs assassinats en Belgique, notamment celui, perpétré le 29 mars 1989, de l'imam Abdullah al-Ahdal, directeur du Centre islamique et culturel de Bruxelles (dépendant de la Ligue islamique mondiale, pro-séoudienne), et de son bibliothécaire Salem el Bahri, et celui, perpétré le 3 octobre 1989, du président du Comité de coordination des organisations juives de Belgique, le Dr. Joseph Wybran. Il aurait ultérieurement avoué avoir commis ces assassinats pour compte d'Abou Nidal pour 300 euros par tête. 
Toutefois, ces aveux auraient été obtenus sous la torture, l'intéressé a d'ailleurs écrit une lettre dans laquelle il dénonce l'utilisation de ce procédé, lettre publiée in extenso sur le site du quotidien belge Le Soir le 14 novembre 2008,,.
Les prétendues confessions de Belliraj comprenaient les meurtres de :
- 28 juillet 1988 : Raoul Schouppe, 65 ans, épicier à Bruxelles et ancien sous-officier dans l'Armée de l'air belge, connu localement pour être juif.
- 16 août 1988 : Marcel Bille, 53 ans, apparemment parce que Bille était un client de prostitués masculins marocains ; il a été tué avec la même arme que Schouppe.
- 29 mars 1989 : Abdullah al-Ahdal El Hasi, 36 ans, imam et responsable du centre islamique et culturel de Bruxelles (alors placé par les autorités belges à la tête de l'Islam en Belgique, avec un accent sur la sélection des enseignants islamiques payés par les autorités belges ; cette soi-disant "Grande Mosquée" était contrôlée par la Ligue musulmane mondiale basée en Arabie Saoudite).
- 29 mars 1989 : Salem Bahri, 48 ans, assistant d'El Hasi, apparemment pour avoir protesté contre la fatwa de l'ayatollah Khomeini contre Salman Rushdie.
- 20 juin 1989 : Samir Gahez Rasoul, 24 ans, chauffeur de l'ambassadeur d'Arabie Saoudite en Belgique ; il aurait été une victime collatérale d'un tir visant un diplomate saoudien.
- 3 octobre 1989 : Joseph Wybran, 49 ans, immunologiste belge et leader de la communauté juive locale.

### Braqueur et indicateur de la police judiciaire belge en 2000
Belliraj faisait partie de la bande qui a braqué la Brink's, à Kehlen, au Luxembourg, le 17 avril 2000, un braquage qui avait rapporté 17 millions d'euros à ses auteurs. Le principal suspect, Abdellatif Bekhti, a été condamné à 20 ans de prison au Luxembourg en janvier 2003. Ses complices le font évader en mars de la même année, pour se réfugier au Maroc où il aurait blanchi sa part du butin, soit près de 2,5 millions d'euros.
Dans un article paru le 14 mars 2008, Gilbert Dupont, journaliste au quotidien populaire belge La Dernière Heure, croit savoir, de sources policières, que « Belliraj faisait partie, en mars 2003, du commando « à la camionnette » qui fit évader Bekthi de la prison luxembourgeoise de Schrassig » et que le « hold-up au Grand-Duché a été commis en participation avec quatre truands du milieu liégeois traditionnel ». D'après des informations obtenues auprès de la famille Bekhti six mois plus tard, le même journaliste présente cette fois Belliraj comme « un indicateur du commissaire de l'antigang Gérard S., un des responsables du GRI, Groupe de recherche et d'intervention de la PJ de Bruxelles », qui a dû quitter la police ultérieurement. C'est Belliraj qui aurait balancé Bekhti, et qui aurait ainsi réussi à mettre la main sur la part de celui-ci, trois millions d'euros cachés dans un box de garage. Il s'agit de Gérard Seront, condamné en mai 2007 à 30 mois de prison avec sursis pour ce qui excédait la détention préventive pour détournements de pièces d'enquête confidentielles et violation du secret professionnel, mais initialement suspecté de complicité d'assassinat et d'association de malfaiteurs dans plusieurs affaires impliquant ses indicateurs,,. 
Toujours selon la famille Bekhti, Belliraj aurait investi sa part du butin dans l'immobilier au Maroc, il aurait notamment acheté l'hôtel Fashion à Marrakech (mis au nom de son frère Salah Belliraj), 2 000 mètres carrés près de la célèbre boîte de nuit marrakchie Le Pacha, une villa, un building de 18 appartements à Agadir et deux appartements à Marbella. Malgré l'arrestation d'Abdelkader Belliraj, l'hôtel, acquis par blanchiment d'argent provenant d'un braquage, serait toujours exploité par sa famille.
Le 31 octobre 2008, le fils d'Abdelkader Belliraj, Omar Belliraj, ainsi que le frère d'Abdellatif Bekhti, Abderahim Bekhti, comparaissent devant le Tribunal correctionnel de Bruxelles pour blanchiment du produit du braquage de la Brink's huit ans et demi plus tôt. Il n'est à cette occasion plus question que de 15 millions d'euros, et non de 17, et Abderahim Bekhti précise à l'audience que « Oui, mon frère a commis le braquage au Luxembourg et il a emporté plus de 600 millions de francs belges. Il a été condamné à 20 ans et il s'est évadé. Ensuite, il s'est fait avoir par Belliraj qui lui a dit qu'il allait placer cet argent. Il a investi dans des hôtels et mon frère n'a jamais revu son argent. Alors, il n'y a pas de blanchiment. J'ai acheté une Porsche, c'est tout ». Le chroniqueur judiciaire de la Dernière Heure précise qu'« Abderahim Bekhti et Omar Belliraj, notamment, se seraient livrés à des opérations de blanchiment relatif à ce fameux butin en achetant quatre Porsche, une Mercedes, une moto Honda et un jet ski, pour le compte du duo de Rabat. Les achats ont été acquittés uniquement en coupures de 500 euros ». Fin novembre 2008, Abderahim Bekhti a été arrêté par la police belge à la suite d'un mandat d'arrêt international délivré par le Maroc.

## Informateur de la Sûreté de l'État belge
Depuis la fin des années 1990, Belliraj aurait été un informateur de la Sûreté de l'État belge, rémunéré sur base mensuelle en tant que tel, cette information n'a été ni démentie ni confirmée, mais sa divulgation, ainsi que celles concernant le statut d'informateur de certains de ses compagnons, a entraîné le dépôt d'une plainte contre X par l'administrateur délégué de la Sûreté. Il semble que cette fuite, comme d'autres dans ce dossier, ait été opérée dans le cadre d'une rivalité entre la police fédérale belge et la Sûreté belge, seule la première ayant eu accès au dossier judiciaire marocain,. 
Il aurait ainsi bénéficié d'un avis favorable pour sa demande d'acquisition de la nationalité belge le 13 juin 2000, alors qu'un avis défavorable aurait été envoyé au Parquet de Gand sept jours plus tôt, également émis par la Sûreté. Cette information a toutefois été aussitôt nuancée par le ministre belge de la Justice (ministre de tutelle de la Sûreté de l'État), Jo Vandeurzen, pour qui « Contrairement à ce qui a été affirmé, ces deux courriers ne se contredisent pas: le second courrier est une actualisation du premier. Communiquer des données exactes, récentes ou mises à jour est d'ailleurs une obligation légale de la Sûreté de l'État en vertu de la loi relative à la protection de la vie privée »,.
Les informations communiquées à la Sûreté par Belliraj, qualifié par diverses sources contactées par le quotidien belge De Tijd de « tuyauteur en or », auraient notamment permis de déjouer un attentat dans un autre pays européen, il s'agirait du Royaume-Uni. 
Il aurait également rencontré en Algérie dès 2001 des responsables du Groupe salafiste pour la prédication et le combat (devenu en janvier 2007 Al-Qaïda au pays du Maghreb islamique) et des dirigeants d'Al-Qaïda en Afghanistan à la demande de la Sûreté, dans un but d'infiltration et de récolte d'informations, c'est en tout cas une hypothèse lancée par un spécialiste de l'islam politique dans une interview à l'hebdomadaire marocain TelQuel, « Et si tous les déplacements de Belliraj en Afghanistan et dans les maquis algériens avaient été effectués sous la supervision des services belges ? », « les armes découvertes au Maroc sont vraisemblablement d'origine belge et auraient pu servir de monnaie d'échange à Belliraj pour infiltrer les réseaux terroristes ».
Les journalistes Youssef Aït Akdim et Fahd Iraqi, dans le même numéro de TelQuel, ont par ailleurs émis l'hypothèse dès la mi-mars 2008 que Belliraj aurait pu être un agent double, voire triple, pour compte de la CIA et peut-être même d'un service marocain, la DGED, cette information a aussitôt été relayée par Roland Planchar, journaliste à La Libre Belgique.

## Arrestation au Maroc du «réseau Belliraj» en janvier-février 2008
L'hebdomadaire La Gazette du Maroc a écrit, immédiatement après son arrestation et selon « une source bien informée », que « depuis 1982, Bellirag (sic) était pointé par les services à chaque entrée sur le territoire national (marocain), mais il n’avait fait l’objet d’aucune arrestation ». Un haut responsable policier marocain a de son côté déclaré que «Les membres du réseau étaient sous surveillance depuis plusieurs années et la police a décidé de démanteler le groupe le 18 février car la vie des gens était en danger». 
Dès le départ, un journaliste marocain notait à propos des accusations envers Belliraj qu'« il persiste, tout de même, comme un sentiment diffus de scepticisme, voire de doute ». 
L'éditorialiste d'Aujourd'hui le Maroc, Khalil Hachimi Idrissi a même publié un billet satirique dans lequel il ridiculise les auteurs de ce qu'il présente comme une construction farfelue. 
Dans La Libre Belgique, Roland Planchar, spécialiste-maison des affaires de terrorisme, a titré le jour de l'ouverture du procès (aussitôt reporté) « Terrorisme et assassinats ? P'tèt ben qu'oui … », avec en chapeau d'article « Au Maroc, les griefs sont sévères et précis. Mais plusieurs raisons font douter de la solidité du dossier "Belliraj" » .
Le Rapport 2008 de la Sûreté de l'État belge, publié en ligne début 2010, consacre une section très critique sur l'« Affaire Belliraj », soulignant que « Sept seulement des quatorze mandats d’arrêt internationaux émis par les autorités marocaines ont pu être examinés, les autres personnes possédant la nationalité belge au moment des faits, ce qui interdisait leur extradition. Parmi les détenus, aucun ne sera finalement extradé, les éléments communiqués par les autorités marocaines n’ayant pas été jugés pertinents » et concluant « les éléments avancés par le Maroc n’ont
donc pas permis de démontrer de manière indiscutable l’existence d’un réseau et l’implication de celui-ci dans six meurtres en Belgique. ».

## Procès
Fixé au 16 octobre 2008, le procès devant la Chambre criminelle chargée des affaires de terrorisme de la Cour d'appel à Salé a été reporté, sur requête de la quarantaine d'avocats des 33 inculpés, au 14 novembre 2008, puis ajourné au 26 décembre 2008.
Le 22 octobre 2008, interpellé à la Chambre par le député CDH (majorité gouvernementale) Georges Dallemagne, le ministre de la Justice répondait que la question d'un procès de Belliraj en Belgique pour son éventuelle implication dans six meurtres commis entre 1986 et 1989 était prématurée, et que de toute façon le Maroc ne l'extraderait jamais du fait de sa nationalité marocaine.
En 2010, il est condamné à la prison à vie. Sa peine est réduite à 25 ans en 2022.
Le 30 mars 2025, il est gracié par le roi du Maroc en compagnie de 1 533 personnes qui bénéficient de la grâce royale, dont une trentaine de détenus condamnés dans des affaires d'extrémisme et de terrorisme.

## Sources
1. ↑  Gilbert Dupont, L’affaire Wybran, échec cuisant : “L’assassin de son mari vit en Belgique, libre”, La Dernière Heure, 13 juillet 2022
2. 1 2 3 4  Mohamed El Hamraoui, « Terrorisme : Les soubassements de l’affaire Belliraj », La Gazette du Maroc, n°566, 29 février 2008
3. ↑  Narjis Rerhaye, « Sur fond de terrorisme, coup de tonnerre dans le paysage politique », Libération (Maroc), 20 février 2008
4. 1 2  Abdellatif Mansour, « La bande à Belliraj. L'armée prend les choses en main », Maroc Hebdo n° 781, 27 février 2008 - version pdf
5. 1 2  Gilbert Dupont, « Belliraj tuait pour A. Nidal », La Dernière Heure, 15 octobre 2008; cet article comporte toutefois une erreur grossière, les transferts d'argent n'ont jamais été de la Belgique vers l'Irak et la Libye, au contraire, cf. entre autres Alain Guillaume, Des combines avec l'Irak et la Libye à la CSC... selon l'hebdomadaire Le Vif, Le Soir, 9 septembre 1989
6. ↑  Mohamed Zaïnabi, Abdelkader Belliraj : Cet homme par qui tout est arrivé, Le Reporter, 2 mars 2008
7. ↑  Jean-Pierre Borloo, Une lettre de Belliraj : « J'ai été torturé », Le Soir, 14 novembre 2008; la lettre au format pdf
8. ↑  Gilbert Dupont, Belliraj : tortures au Maroc, La Dernière Heure 7 octobre 2008
9. ↑  Belliraj prétend avoir été torturé, Dépêche Belga, 14 novembre 2008
10. ↑  M.C., Abdellatif Bekhti: un terroriste avec une tête de «type sans histoire», L'essentiel (Luxembourg), 21 février 2008.
11. ↑  Gilbert Dupont, 6 assassinats commis à deux, La Dernière Heure, 14 mars 2008.
12. 1 2  Gilbert Dupont, Les 3 millions d'euros de Belliraj, La Dernière Heure, 7 octobre 2008.
13. ↑  Gilbert Dupont, Le flic éviterait le box, La Dernière Heure, 10 octobre 2002.
14. ↑  Gilbert Dupont, Un superflic condamné à 30 mois, La Dernière Heure, 31 mai 2007.
15. ↑  Commissaire ou bandit, il faut choisir, M. Seront !, Belga, 31 mai 2008.
16. ↑  P.Df, Un procès Belliraj à Bruxelles, La Dernière Heure, 2 novembre 2008.
17. ↑  Le patron de la Sûreté porte plainte contre X, Dépêche Belga, 5 mars 2008
18. ↑  Frédéric Delepierre, Belliraj sème la zizanie, Le Soir, 3 mars 2008
19. ↑  Disparition d'un avis négatif sur la naturalisation de Belliraj, Dépêche Belga, 19 novembre 2008
20. ↑  "Des rumeurs infondées" sur la naturalisation de Belliraj, dépêche Belga, 19 novembre 2008
21. ↑  Belliraj a aidé la Sûreté de l'État à déjouer un attentat en Europe, Dépêche Belga, 7 mars 2008
22. 1 2  Roland Planchar, Belliraj : l'attentat déjoué était anglais, La Libre Belgique, 15 mars 2008
23. 1 2  Youssef Aït Akdim et Fahd Iraqi, Affaire Belliraj. De surprises en rebondissements, TelQuel, n°315, 15 mars 2008
24. ↑  dans un autre article on trouve une troisième transcription, Bellarej, il s'agit d'un problème récurrent pour la transcription des noms propres de l'arabe vers les langues écrites en caractères latins
25. ↑  Les 2,7 millions de la Brink's finançaient le terrorisme, L'essentiel (Luxembourg), 21 février 2008
26. ↑  Khalil Hachimi Idrissi, « Petit bonjour », Aujourd'hui le Maroc, 26 février 2008
27. ↑  Roland Planchar, Terrorisme et assassinats ? P'tèt ben qu'oui …, La Libre Belgique, 16 octobre 2008
28. ↑  Sûreté de l'État, Rapport annuel 2008, SPF Justice
29. ↑  Le procès des membres du réseau "Belliraj" reporté au 14 novembre, Dépêche Belga, 16 octobre 2008
30. ↑  Maroc : le procès Belliraj ajourné, Agence France-Presse, 14 novembre 2008
31. ↑  C. Bo., Belliraj : trop tôt pour un procès en Belgique, La Dernière Heure, 23 octobre 2008
32. 1 2  Abdelkader Belliraj, condamné au Maroc pour terrorisme, gracié par le Roi, rtbf.be, 31 mars 2025